# ITunes Originals – Jars of Clay
iTunes Originals – Jars of Clay - album iTunes Originals amerykańskiej grupy Jars of Clay, wydany 8 listopada 2005 roku. Składa się on z piosenek grupy w wersjach akustycznych, opatrzonych komentarzami muzyków, dotyczącymi ich twórczości oraz życia prywatnego. Płyta jest wydawnictwem cyfrowym, dostępnym wyłącznie poprzez iTunes Store - nigdy nie była dostępna w sklepach.

## Lista utworów
1. "iTunes Originals" - 0:09
2. "Sunny Days" - 3:29 (Charlie Lowell, Dan Haseltine, Matt Odmark, Stephen Mason)
3. "Making The Grade" - 2:27
4. "Like a Child" - 4:34 (Charlie Lowell, Dan Haseltine, Matt Odmark, Stephen Mason)
5. "We Were Becoming One With the Mud" - 1:03
6. "Flood" - 3:29 (Charlie Lowell, Dan Haseltine, Matt Odmark, Stephen Mason)
7. "The Other Side of Lightning In A Bottle" - 4:18
8. "Frail" - 4:07 (Charlie Lowell, Dan Haseltine, Matt Odmark, Stephen Mason)
9. "The Tip of the Iceberg" - 2:22
10. "Goodbye, Goodnight" - 2:53 (Charlie Lowell, Dan Haseltine, Matt Odmark, Stephen Mason)
11. "Starting With A Question" - 2:15
12. "Silence" - 4:50 (Charlie Lowell, Dan Haseltine, Matt Odmark, Stephen Mason)
13. "We Were Drawn to the Artists That Moved Us" - 0:29
14. "Lonely People" - 2:45 (Dan Peek)
15. "Show You Love" - 3:17 (Charlie Lowell, Dan Haseltine, Matt Odmark, Stephen Mason)
16. "A Good Song Is A Good Song" - 0:54
17. "My Heavenly" - 3:58 (Charlie Lowell, Dan Haseltine, Matt Odmark, Stephen Mason)
18. "A Career Highlight" - 2:43
19. "Nothing But The Blood" - 3:58 (Joseph C. Lowry)
20. "A Modern Day Hymn" - 0:52
21. "All My Tears" (feat. Ashley Cleveland) - 4:06 (Julie Miller)
22. "Looking Back" - 1:20
23. "I'll Fly Away" (feat. Sarah Kelly) - 4:43 (Albert E. Brumley)